# Evelies Mayer
Evelies Mayer (* 21. Januar 1938 in Heerlen, Niederlande, als Evelies Magnus) ist eine deutsche Soziologin und Wissenschaftspolitikerin (SPD).

## Leben und Werk
Mayer schloss ein Soziologiestudium an der Johann Wolfgang Goethe-Universität Frankfurt am Main 1964 mit dem Diplom ab und wurde 1970 mit einer Arbeit über die Theorie zum Funktionswandel der Gewerkschaften promoviert. Sie lehrte ab 1972 Soziologie an der Technischen Hochschule Darmstadt. Sie setzte sich insbesondere für die Interdisziplinarität ein. Ihre Bemühungen mündeten schließlich in die Gründung des Zentrums für Interdisziplinäre Technikforschung (ZIT), dessen geschäftsführende Direktorin sie wurde. Ab 1991 war sie bis 1995 als Staatsministerin für Wissenschaft und Kunst des Landes Hessen im Kabinett Eichel I tätig. 
Im November 1992 richtete sie, wie in der Koalitionsvereinbarung ausgeführt, eine Hochschulstrukturkommission des Landes Hessen ein, die überwiegend mit externen Experten besetzt war und von Karl Peter Grotemeyer geleitet wurde. Die Kommission legte Ende 1994 einen umfassenden Bericht Autonomie und Verantwortung – Hochschulreform unter schwierigen Bedingungen mit Vorschlägen zur Reform der hessischen Hochschulen vor. Mayer trat auch für eine Flexibilisierung im Personal- und Finanzbereich der Hochschulen ein. An der TH Darmstadt und der FH Wiesbaden wurde ab 1993 ein auf vier Jahre befristeter Modellversuch durchgeführt. Für die TU Darmstadt wurde dadurch der Grundstein für die Autonomie gelegt.
Mayer trat im März 1995 wegen „unverantwortlicher Sparbeschlüsse in der Hochschulpolitik“ von ihrem Amt zurück.
Nach der Rückkehr in den Hochschulbetrieb hatte Mayer zahlreiche Ämter und Funktionen in der Wissenschaftsverwaltung inne und wurde 2003 emeritiert.
Ihr Forschungsgebiet ist vor allem die Hochschulforschung, besonders im internationalen Vergleich.

## Politik
Seit 1964 gehört sie der SPD an. Sie engagierte sich bei den Jungsozialisten und gehörte längere Zeit der Schiedskommission der SPD Süd-Hessen an. Von 1991 bis 1995 war sie Ministerin für Wissenschaft und Kunst des Landes Hessen.

## Weitere wissenschaftliche Arbeit
Im Rahmen ihrer wissenschaftlichen Arbeit nahm sie eine Gastprofessur am Center for Studies in Higher Education an der University of California, Berkeley war. Seit 1995 ist Mayer auswärtiges Mitglied des Wissenschaftlichen Zentrums für Berufs- und Hochschulforschung der Gesamthochschule Kassel. Von 2000 bis 2010 war sie Mitglied des Österreichischen Akkreditierungsrates.
Evelies Mayer war Vorsitzende des Kuratoriums der Humboldt-Universität zu Berlin von 1998 bis 2006, Mitglied des Kuratoriums des GeoForschungsZentrum (GFZ) Potsdam und Vorsitzende des Landeshochschulrates Brandenburg. Von 2010 bis 2014 war sie Mitglied des Stiftungsrats des Museums für Naturkunde in Berlin.